# شقلقيل
قرية شقلقيل هي إحدى القرى التابعة لمركز أبنوب في محافظة أسيوط في جمهورية مصر العربية. حسب إحصاءات سنة 2006، بلغ إجمالي السكان في شقلقيل 6901 نسمة، منهم 3480 رجل و3421 امرأة.